# Semence de la Terre
La Semence de la Terre (ou Semence-Terre, originellement Earthseed en anglais) est une religion fictive basée sur l'idée que « Dieu est Changement ». Elle fut imaginée par Octavia E. Butler, et révélée à travers son personnage Lauren Oya Olamina dans les livres La Parabole du semeur et La Parabole des talents (le troisième livre de la trilogie, Parable of the Trickster, n'a pas été achevé avant la mort de Butler).

## Contexte
La Parabole du Semeur est un roman de science-fiction futuriste et dystopique. Il dépeint un monde dans lequel les États-Unis se sont transformés en États et/ou cités-États en guerre pour les quelques ressources restantes. Les vies humaines y sont peu importantes, et l’économie est en train de renaître sous la forme de cités d'exploitation ouvrières.
Le personnage principal de Parable of the Sower, Lauren Olamina, est la fille d'un pasteur baptiste qui sert leur quartier clos. A cause de l'addiction de sa mère à un médicament prescrit, Olamina souffre d'un syndrome dit d'« hyperempathie », qui lui fait partager ou percevoir la douleur avec tout être humain vivant qu'elle voit. Olamina a dix-sept ans lorsque sa communauté est attaquée, incendiée et pillée. Elle s'en sort de justesse et se lance dans une grande migration vers le Nord qu'elle avait anticipée, au péril de sa vie. Elle voyage ainsi vers le nord de la Californie à la recherche d'un refuge où elle et d'autres pourront construire la première communauté de la Semence de la Terre.
Les croyances associées à la Semence de la Terre sont écrites dans le livre fictif "Semence de la Terre: Les Lives du Vivant" (Earthseed: The Books of the Living) . Olamina y écrit des passages courts et poétiques. Des extraits du texte sont présentés au début de chaque section, de certains chapitres et parfois dans le texte même ou dans les discussions entre personnages. La philosophie de la Semence de la Terre sous-tend ainsi les motivations de certains personnages dans ces deux romans.

## Principes fondamentaux
La formule «Semence de la Terre » vient de l’idée que la semence ou les graines de toute vie sur Terre peuvent être transplantées et, en vertu de leur adaptabilité, pourront se développer dans de nombreux types de lieux ou situations. « Les Livres du Vivant » est choisi en contraste direct avec l'utilisation par de nombreuses religions établies de l'expression « Les Livres des Morts ». La Semence de la Terre est une religion du présent et du futur, du vivant, non des morts ou du passé.
Bien qu'élevée dans un contexte baptiste, Olamina ne se sent pas à l'aise avec le « Dieu de son père ». Elle préfère développer des idées qui semblent mieux correspondre à la réalité qu'elle connaît ou observe.
Etant donné que « Dieu est changement », Dieu est ainsi malléable, et « façonné » par les croyants. En se façonnant, les croyants peuvent se sauver. Le principe fondamental selon lequel « Dieu est changement » conduit à reconnaître notre propre pouvoir d’influence et de direction du Changement/de Dieu. Ce n’est qu’en faisant des efforts conscients qu'on peut peut éviter d’être les victimes de Dieu/du changement.
La Semence de la Terre promeut également la croyance selon laquelle « La Destinée de la Semence de la Terre est de prendre racine parmi les étoiles » (La parabole du semeur, Octavia E. Butler). La Destinée est nécessaire car, à terme, la Terre est vouée à être surexploitée.

## Influence
Bien que fictive, cette religion a inspiré plusieurs mouvements du monde réel. Le mouvement Terasem vise au développement de l’humanité à travers la technologie, ainsi qu'à combler le fossé entre science et religion. Terasem vient du latin Terra (« terre ») et sēmen (« graine »). Comme la religion fictive des Semences de la Terre, le mouvement Terasem tente de « façonner Dieu », mais à travers la technologie.